# Космогонические мифы

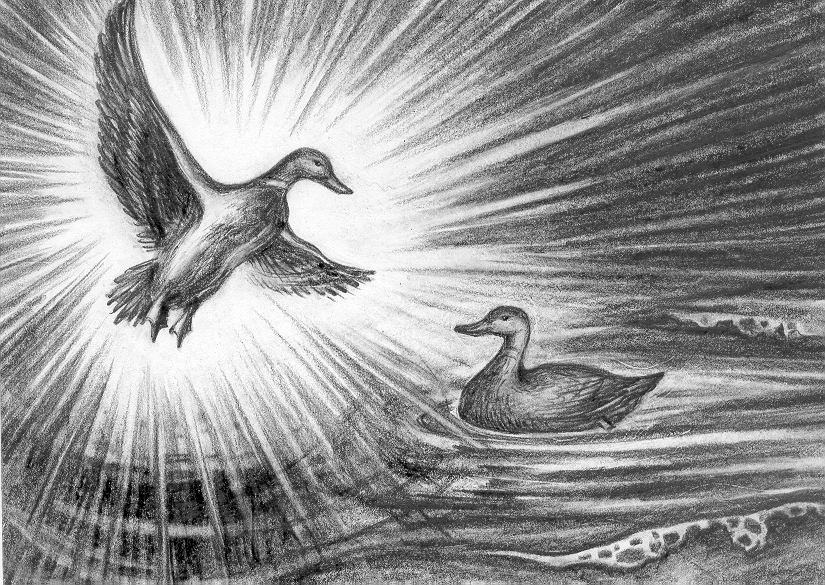
Марийские Кугу-Юмо и его брат Йын (Керемет) в образе селезней творят мир на водах мирового океана

Космогони́ческие мифы (греч. κοσμογονία; от κόσμος «мир», «вселенная» + γονή «рождение») — мифы о происхождении мира в целом и его частей, его сотворении, возникновении космоса из хаоса. Основной начальный сюжет большинства мифологий. Основная категория мифов. Разновидность мифов о происхождении. Неразрывно связаны с космологическими представлениями.
Начинаются с описания хаоса (пустоты), отсутствия порядка во вселенной, взаимодействия изначальных стихий. Одним из воплощений хаоса или самим хаосом часто выступает мировой океан, первозданные воды. Во многих древнейших космогонических мифах океан и хаос равнозначны и неотделимы друг от друга. Возникновение, творение мира происходит в мифическое время, особый начальный сакральный период, предшествующий эмпирическому (историческому) «профанному» времени, отделённый от него, но влияющий через ритуал и воспроизводимый через космогонические мифы, и в особом месте — середине мира.
В космогонических мифах наиболее актуализирован характерный для мифологии пафос превращения хаоса в космос. В них отражаются космологические представления о структуре космоса (обычно трёхчастной в вертикальном плане и четырёхчастной в горизонтальной), описывается его вегетативная (мировое древо), зооморфная или антропоморфная модель. Повествуется о разъединении и выделении основных стихий (огонь, вода, земля, воздух), отделении неба от земли, появлении земной тверди из мирового океана, установлении мирового дерева, мировой горы, укреплении на небе светил и т. п., затем о создании ландшафта, растений, животных, человека. Мир может возникнуть из первоэлемента, например, из мирового яйца или из антропоморфного первосущества-великана. Различные космические объекты могут быть найдены, даже похищены и перенесены культурным героем, биологически порождены богами или их волей, их магическим словом.
Составной частью космогонических мифов являются антропогонические мифы, мифы о происхождении, в том числе сотворении, человека (первочеловека) или первой человеческой пары.
Космогонические мифы и космологические представления занимают особое место в ряду других форм мифопоэтического мировоззрения, поскольку в рамках этих нарративов описываются пространственные и временные параметры вселенной, в которых существует человек и находятся всё, что может быть объектом мифотворчества.
В некоторых традициях космогоническим мифам структурно противопоставлены эсхатологические мифы, мифы о конце мира.

## Модель мира

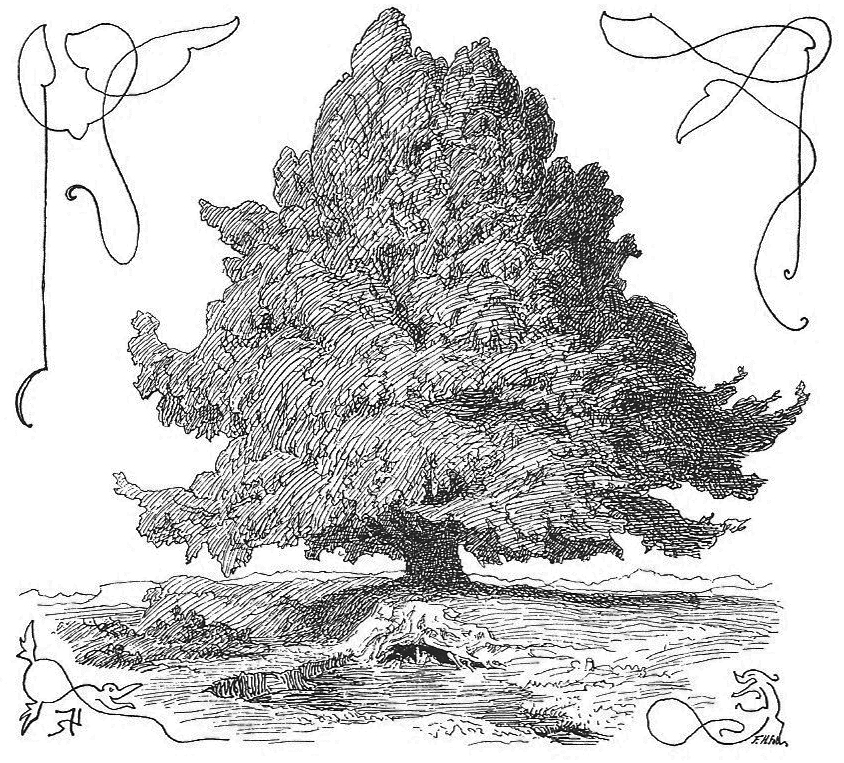
Мировое древо, наиболее распространённая репрезентация середины мира. Иггдрасиль, Лоренц Фрёлих

Мифологическое описание модели мира разворачивается в виде рассказа о его происхождении. Важнейшим компонентом мифа является противоборство космоса и хаоса, космизация — упорядочивание, преобразование хаоса в космос, борьба между ними, поддержание созданного порядка (космоса), защиты космоса от сохранившихся сил хаоса. Космизация может видеться как выделение суши из первичного океана, отделение неба от земли (которые мыслятся как мужское и женское первосущества), первоначальное появление небесных светил, растений, зверей и людей (из глины, костей, деревьев и др. или вышедших из-под земли и подлежащих «доделыванию» и т. п.), борьба поколений богов — младшего против старшего, борьба богов или героев воплощениями сил хаоса — чудовищами или великанами. Мифологической космизацией являются также изготовление космических и культурных объектов (огня, орудий охоты и труда), введение обрядов и обычаев.
Первыми героями мифа являются боги-первопредки, порождающие биологически-магические космические объекты, демиурги, изготовляющие эти космические объекты как ремесленники, культурные герои, находящие или добывающие культурные (а отчасти и космические, по причине неразличения природы и культуры) объекты в готовом виде, часто в иных мирах. Культурные герои иногда совершают также демонически-комические действия или им противостоят демонически-комические двойники, мифологические плуты (трикстеры), зачастую их братья-близнецы.
Формирование космоса в мифе совершается в «раннее» мифическое время. К этому же мифологическому времени отнесены основные мифические события, что отвечает моделирующей функции мифа. События мифического времени — своего рода кирпичики мироздания.

## Принципы и типология

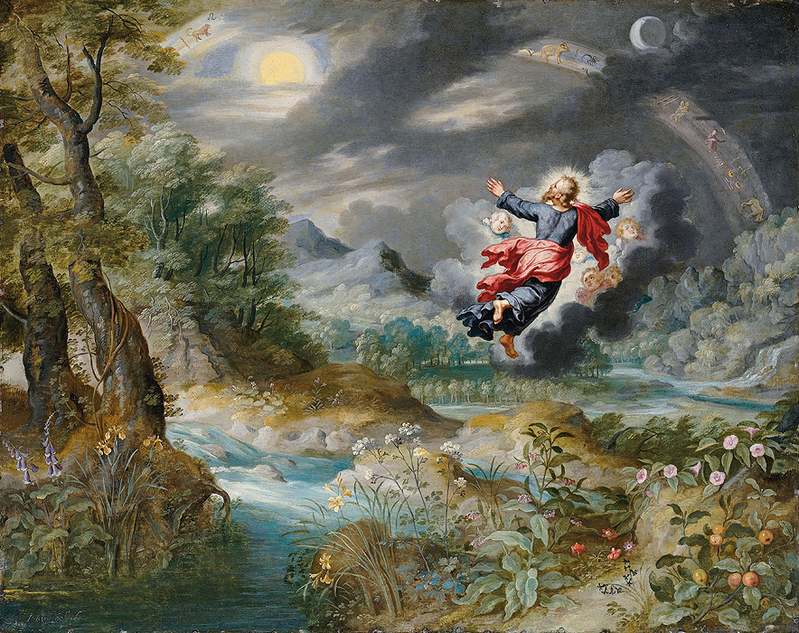
Ян Брейгель Младший. «Бог, создающий Землю, Луну и звёзды»

Космогонические мифы, как правило, являются менее архаическими и более сакрализованными, чем этиологические мифы.
Космологические представления включают представления об актуальном, нынешнем состоянии вселенной, её структуре — наборе, связи и функции составляющих частей, иногда на их количественных параметрах (синхронический аспект описания мира). Космогонические мифы повествуют о возникновении вселенной (диахронический аспект описания мира). В мифопоэтическом мышлении нынешнее состояние вселенной неразрывно связано с её происхождением, поскольку в рамках данного мышления определение и объяснение состава мироздания и роли его объектов, равнозначно ответу на вопрос о возникновении мира, описанию цепи порождения этих объектов («операционная связь» синхронического и диахронического описаний мира). Оба аспекта воспринимаются как проявления одной сущности, поскольку, согласно мифологическому мышлению, порождённое в процессе создания и устроения космоса и является его составом, а входящее в состав космоса возникло в ходе его развития. В то же время космологические представления не могут полностью выводиться из космогонических мифов, они частично реконструируются также при изучении ритуалов, языковой семантики и др.

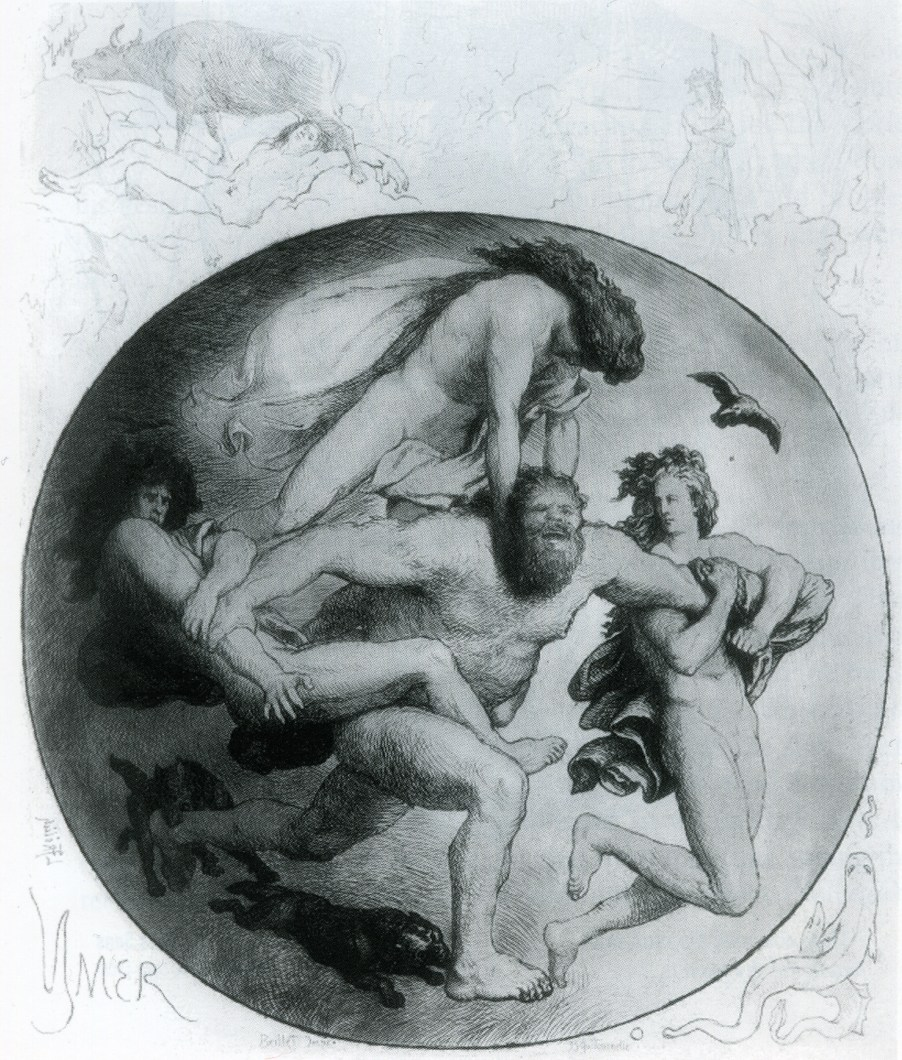
Убийство Имира

Области космологического и космогонического чрезвычайно широки ввиду того, что мифопоэтическое сознание отождествляет или сближает, как правило, однозначно, природу (макрокосм) и человека (микрокосм). Создание человека произведено из природной среды, а мир, природа образована из тела первочеловека. В качестве подобия макрокосма человек является одним из элементов космологической схемы. Сфера человеческого общества («мезокосм») также основаны на космологических принципах, однако профанный уровень человеческой жизни человека не относится к высшим ценностям в рамках мифопоэтического сознания. Структура пространства и времени и правила функционирования социума присутствуют только в сакрализованном мире, за пределами которого простирается хаос, случайность. Основной внутренний смысл мифологии в целом составляет переход из неупорядоченного хаоса к организованному космосу, что присутствует уже в архаичных космогонических мифах. Эти мифы описывают происхождение не мира в целом, а возникновение природного и социального порядка — появление определённых животных, природных явлений, обычаев и др. Этот переход эксплицитно выражаются космогонические мифы в более развитых мифологиях. Космологическая и космогоническая сфера заканчивается только применительно к периоду, воспринимаемому мифологическим сознанием как исторический, когда, согласно мифологии, получили оформление социальные институты и возникла конкретная культурная традиция. Но и в «историческую эпоху» космологическому мировоззрению удаётся сохранять значение образца или модели. Космологической и космогонической сферой мифологии в существенной мере определяется структура и форма других мифов, повествующих о происхождении, причинности и др., включая этиологические мифы и др., а также многие жанры фольклора, такие как предание, легенда, сага, меморат и др.
Пространство и время мифопоэтическим сознанием не воспринимаются как единообразные. Высшая ценность, то есть высшая сакральность относится к точке пространства и времени, в которой произошло возникновение или сотворение мира. Эта точка описывается как «центр мира» (середина мира) и «в начале» — координаты, лежащие в основе всего остального мира, представляющего собой результат развёртывания изначально заложенного в этой точке. С этом первоначалом связан также ритуал, в особенности календарный, включая годовой, который отмечает переход к новому году. Традиционный новогодний ритуал представляет собой воспроизведение, моделирование пограничной кризисной ситуации перехода от хаоса к космосу. Космологическим классификаторам часто присуща тенденция к персонификации, например, отец-небо, мать-земля, солнце и месяц как персонажи мифа о небесной свадьбе. Они нередко включаются в состав мифологических мотивов. Космологические и космогонические представления включают два постоянных варианта — положительный по принципу «это есть то», и отрицательный, «это не есть то» (например, в упанишадах). Этими самыми общими космологическими принципами определяется существенная однородность космологических представлений в большинстве традиций.
Космогонический миф обычно вначале описывает предшествующее возникновению мира, небытие, которое часто уподобляется хаосу. Такие нарративы весьма однообразны в разных мифологиях. В них тот, кто описывает небытие помещает себя в эпоху, в которой мир уже существует, и повествует о поэтапном возникновении и развитии вселенной, находясь в точке, являющейся итогом восстанавливаемого хода развития космоса, который нельзя превзойти в дальнейшем, но который способен к продолжению во времени или может быть перечёркнут при космической катастрофе, например, всемирном потопе. Близкой является модель синхронного описания мира из той же точки, выступающей в качестве центра горизонтальной плоскости во всеобщей схеме мироздания. Описание хаоса языком «артикулированного» космоса включает ряд таких форм, как негативные положения сравнительно с основными элементами устройства последнего. Древнеегипетский космогонический миф в гелиопольской версии содержит фрагмент: «Не существовало ещё небо и не существовала земля. Не было ещё ни почвы, ни змей в этом месте. Я сотворил их там из Нуна, из небытия. Не нашёл я себе места, на которое я мог бы так встать…». Мезоамериканский эпос «Пополь-Вух» повествует: «Это — рассказ о том, как всё было в состоянии неизвестности, всё холодное, всё в молчании; всё бездвижное, тихое; и пространство неба было пусто… Не было ни человека, ни животного, ни птиц, рыб, крабов, деревьев, камней, пещер, ущелий, трав, не было лесов… Не было ещё ничего соединённого…, не было ничего, что могло бы двигаться… Не было ничего, что существовало бы, что могло бы иметь существование…». Подобные описания даёт скандинавская, ведийская, шумерская, аккадская, еврейская, греческая, сибирская, полинезийская и многие другие мифологии.
Другие мифы не акцентируются на эпохе до творения, а сразу излагают последовательность появления составных частей мира. Кроме того, такие описания в ряде случаев включены в мифы первого типа. Из элементов, или стихий, к числу которых обычно относится огонь, вода, земля, воздух и иногда пятая стихия, примерно соответствующая эфиру, образуется первичный материал для построения космоса. Такая схема присутствует, к примеру, в мифах североамериканских индейцев и ведийской мифологии. В других вариациях, например, в скандинавской мифологии, рассказывается о возникновении мира от взаимодействия огня и воды с холодом. В составе хаоса стихии были смешаны и не разделены, затем они оказываются разъединёнными и очищенными, что описывается в качестве одного из элементарных космогонических актов, происходящих при космогенезе. Каждый может быть воплощён в серии действий-мотивов, как, например, в ведийской мифологии. Другие основные космогонические акты включают: установление пространства космоса — разъединение неба и земли, формирование трёх космических зон (например, три шага Вишну) и др.; создание или установление опоры космоса — например, создание первичной тверди посреди изначального океана, конкретных вариантов опоры, таких как мировая гора, мировое дерево и др., укрепление на небе солнца (например, Индрой); возникновение посредничества в пределах космического пространства между космическими зонами, которое могут создавать боги, спустившиеся на землю или в подземное царство, жрецы, шаманы, иногда непосвящённые, которые оказались в небесном или подземном мире; наполнение пространства такими составляющими мира как божество (например, Индра), элементы-стихии, различные объекты (элементы ландшафта, люди, растения, животные), абстрактные сущности (космические ткань, дым, тень и др.); сведение всего сущего к чем-либо единому и выведение его из единого — например, в мотивах о золотом зародыше, мировом яйце, первоэлементе, или, напротив, в мифологическом образе вселенной, представленной как единое божество и др. Совокупность этих актов составляет как космогонический процесс, так и его результат, сам сформировавшийся мир.
Происхождение, создание мира описывается моделью (идеальной схемой): хаос → небо и земля → солнце, месяц, звёзды → время → растения → животные → человек → дом, утварь и т. д. В космогонических мифах формирование мира представлено как результат возникновения последовательных бинарных оппозиций: небо — земля и др., и градуальных серий предметов, в которых постепенно возрастает или уменьшается какой-либо признак: растения → животные → люди и т. д. Часто упоминаются числовые показатели — порядковый номер этапа формирования мира или количество элементов мироздания, которые возникли в рамках данного этапа. Модель сводит оба эти варианта к одному: «один объект на первом этапе порождает два объекта» — «два объекта на втором этапе порождают три объекта» — «три объекта на третьем этапе порождают четыре объекта» и т. д. Эта схема отражена в неразличении размежевания количественной и порядковой функции чисел, что свойственно для ряда архаичных культур, включая, например, китайскую. Основой данной структуры является мифопоэтическая логика схем порождения, присутствующих во многих мифах творения, например, в гелиопольской версии и в шумерской. В последней Намму, богиня-матерь всего сущего, породила гору, ставшую обиталищем Ана (неба) и Ки (земли). Эти персонажи породили Энлиля, который стал хозяином земли и основал Ниппур. Наиболее полный вид данная схема имеет в книге Бытия: «И сказал Бог: да будет свет… и отделил Бог свет от тьмы. И назвал Бог свет днём, а тьму ночью…: день один. — И сказал Бог: да будет твердь посреди воды… И создал Бог твердь; и отделил воду… И назвал Бог твердь небом…: день вторый…» и далее до седьмого дня. Исходное состояние мира описывается так: «земля же была безвидна и пуста, и тьма над бездною». Подобная структура, но без числового порядка, заметна в гераклеопольской версии мифа творении, согласно которой объекты появились в следующем порядке: небо и земля; воздух; растения, животные, птицы и рыбы; свет; молельня; князья и т. д. В некоторых случаях помимо числовых показателей порядок творения демонстрируется с помощью чередования вопросов и ответов, отражающих основной, годовой ритуал. Так, «Старшая Эдда» даёт вопросы и ответы: «Дай первый ответ…, как создали землю, как небо возникло…? — Имира плоть стала землёй…, небом стал череп… — Второй дай ответ…, луна как возникла…, как создано солнце…?» и т. д. Аналогичную структуру демонстрируют среднеиранские тексты («Риваят», «Бундахишн»): первое установление неба, второе — земли, третье — приведение в движение солнца, четвёртое — луны и т. д. Близкие примеры дают ведийские брахмодья, словесная части ритуала, имеющая вид серии загадок и отгадок на космогонические темы. Подобными схемами определяются мифы также в тех традициях, которые не прошли стадии литературной обработки. Например, широко распространённым у народов Евразии и Северной Америки является сюжет, согласно которому мир творит гагара и который построен по принципу: в мере нырнула одна птица и осталась там один день; за ней последовали две птицы остаются там два дня и т. д. В итоге в море нырнули семь птиц, остались там семь дней, в результате чего появился мир. Общая сюжетная схема космогонических мифов включает движение в направлении от внешнего, далёкого к внутреннему, близкому: из прошлого в настоящее, от божественного к человеческому, от космического, природного к культурному, социальному, от стихий к вещам и связанным институциям.
Типология космогонических мифов может строится на данной схеме и ряде других параметров. Существенным является ответом на вопрос «как произошло появление мира?». Начальным «значением» этого параметра является формула «так и было», лишённая объяснения. Происхождение мира или отдельных частей последнего может даваться по различным схемам. Так, создание мира может проходить путём превращения одних объектов в другие. Например, тотемные предки австралийской мифологии шли и «утомились», спонтанно став скалами, холмами, деревьями, животными; спонтанно произошло творение мира в результате эволюции, согласно гимну творения в составе «Ригведы»; такой же мотив дают океанийские мифы на Гавайях, мифы нганасанов и др. Согласно другой схеме мир создаётся путём пространственного перемещения, добывания или похищения объектов у персонажей, выступающих как первоначальные хранители — у гагары, утки, нырка, черепахи и др. добываются материалы будущего мироздания вроде грязи или ила. Этот материал находится на дне первичного океана, о чём повествуют, например, традиции народов Сибири, бурятские мифы, мифы коренных американцев и др. Ещё одна схема описывает создание мира путём изготовления демиургом или богом-творцом. Например, в еврейской космогонии каждая стадия творения в рамках шестоднева представляет собой акты Божией воли. Такие религии, как маздеизм, манихейство, богомильство повествуют о добром и мудром творце, которых делает всё, что полезно человеку, и злом сопернике, создавшем всё вредное и плохое.
Большое распространение имеет мотив, в котором творец биологически порождает объекты мироздания, богов и людей. Процесс формирования мира может быть представлен в виде цепи рождений богов, которыми моделируются природными объектами. Часто описывается смена божественных поколений борьба между этими поколениями, такие повествования содержит, например, аккадская, западносемитская, хетто-хурритская, греческая традиции. Нередко порождение осуществляется необычным образом. Так, описывается возникновение новых божеств из частей тела творца. Сам творец может исчезать, превращаться или гибнуть, то есть приносить себя в жертву; он может быть убит другими богами: в древнеиндийской мифологии Пуруша, отчасти также Ману, в скандинавской — Имир, согласно в «Голубиной книге» — Адам, в китайской мифологии — Пань-гу. Близкие сюжеты встречаются в мифах коренных американцев, и в океанийской мифологии. Другой необычный способ порождения — через изрыгание. В египетской мифологии Атум глотает своё семя и изрыгает Шу и Тефнут. Может описываться, как мир сотворён из слюны и др. Божество может извлекать объекты из себя. Физическое порождение сближается с созданием объектов через их словесное называние, ввиду того, что это понимается по принципу духовной эманации божества, а не в качестве творения из ничего. Птах в египетской мифологии создал вселенную «языком и сердцем». Близким мотивом является возникновение мира по приказу, требованию. Например, согласно мифу маори главные космогонические акты происходят как результат серии приказов. В мифе индейцев хайда такие приказы отдаются вороном. Данные способы творения, описываемые в качестве «порождения», в рамках мифопоэтического сознания рассматриваются в качестве эквивалентных, как например, в мифах о превращении тотемных предков австралийской мифологии и в других повествованиях, описывающих схожее порождение. Разные способы нередко могут сочетаться или переходить друг в друга. В мифологиях индейцев хайда, луисеньо, сенека, помо, виннебаго и др. мир возникает в результате вращения или увеличения земли. Может говорится о космогонии через последовательное наращивание слоёв вселенной, к примеру, в ацтекской космогонии и некоторых океанийских мифологиях, где космос был составлен из девяти слоев, и каждый связывается с отдельной группой мифологизированных существ.
Процессом творения может руководить волевой акт творца, совершённый по его собственной инициативе или в качестве ответа на некую просьбу, мольбу. Нередко, в особенности в архаических традициях, творческий акт является совершается в качестве ошибки или оплошности. Так, в австралийской мифологии двое человек забыли поднять с земли копья; из них выросли чудесные деревья. Мифы индейцев апапокува-гуарани рассказывают о старшем брате — солнце, который создал мир, в качестве исправления ошибок своего младшего брата — месяца. «Материальный состав» создаваемых объектов обычно представлен частями тела, словом любого творца, как при порождении (появление мира из тела убитого гиганта, как, в аккадской мифологии из тела Тиамат); либо элементами, смешанными в хаосе. К последнем случаю относятся, в частности, аккадские мифы об Апсу и Тиамат. К этому же виду принадлежит универсальный мотив формирования мира из вод первозданного океана, который нередко тождественен хаосу; возникновение мира таких материй, как пена, ил, грязь. Например, в мифах индейцев миштеков фигурируют пена и ил, которые плавают в первозданном океане, в гавайском мифе — грязь; мотив мифа о гагаре и др. Близок имеющий большое распространение мотив создания человека из таких материалов, как земля, глина, прах. Встречается мотив, в которой космос образован из матери-земли. В греческих мифах мир возник в результате поднятия спящей земли из хаоса и рождения из неё неба; индийская «Вишну-пурана» рассказывает о спасении земли.
Формирование космоса нередко описано как его развитие из мирового яйца или подобных объектов, например из двустворчатой раковины, из скорлупы. В ряде мифов мир создаётся творцом, прибегающим к помощи различных сил, которые также понимаются как части мира. Это могут быть божества четырёх сторон света, например, мир творится при помощи четырёх братьев в традиции индейцев виннебаго; четырёх богов, которых создал первозданный океан Лова в традициях племён Маршалловых островов. Мир может быть создан с помощью духов или гигантского змея, который поддерживает землю, например, скандинавского Ёрмунганда, который опоясывает мир; Айдо-Хведо — змеи-радуги в дагомейских мифах.
Другими типологическими параметрами космогонических мифов являются крайние точки эпохи творения, начало и конец. Цепь творения начинается творцом, заканчивается тварью; последним её звеном является человек. Далее начинается иная серия мифов, связанная с деяниями человека и культурного героя, продолжаемая вплоть до границы мифического времени. В рамках трёх основных параметров космогонический миф соответствует схеме «Некто сотворил неким образом нечто (некоего)».

## Развитие
Считается, что в представлениях верхнего палеолита не уточнялось происхождение человека. Филологам и антропологам, изучающим общества охотников-собирателей, известен миф о ныряльщике — миф о происхождении земли и живых существ, сформировавшийся приблизительно 15 тыс. лет назад и распространённый среди всех народов северной Евразии и Северной Америки того времени. Согласно этому мифу, первоначально была только вода, в которой жили животные (виды которых различаются у разных народов: утки, лебеди, гагары, ондатры, бобры, раки и другие — все эти животные являются ныряльщиками), среди них был удачливый ныряльщик, который однажды вынырнул с почвой, и из этой почвы появилась суша, а на суше стали жить живые существа.
В более поздних представлениях земледельцев и скотоводов присутствует очень большое существо, которое, целенаправленно или случайно создало людей. Так, в древнекитайском мифе Солнце, Луна, звёзды, ветер, почва, горы, реки, дороги, дождь и прочее появились после смерти Паньгу из частей его тела, а люди возникли из вшей, живших на его теле.